# ایوو اولیچ
ایوو اولیچ (چکی: Ivo Ulich؛ زادهٔ ۹ سپتامبر ۱۹۷۴) بازیکن سابق فوتبال اهل جمهوری چک است.
از باشگاه‌هایی که در آن بازی کرده‌است می‌توان به باشگاه فوتبال اسلاویا پراگ، باشگاه فوتبال بروسیا مونشن‌گلادباخ، باشگاه فوتبال دینامو درسدن، باشگاه فوتبال ویسل کوبه اشاره کرد.